# Oľga Solárová
Oľga Solárová (* 23. března 1955, Trenčianské Teplice) je slovenská herečka.
Vystudovala herectví na VŠMU v Bratislavě. V roce 1978 začala účinkovat v Divadle SNP v Martině, kde účinkovala až do roku 1984, kdy se stala členkou Divadla Nová scéna v Bratislavě.
V roce 1982 si vzala svého přítele herce Ivana Romančíka, se kterým má syna Ivana a dceru Ninu.

## Divadlo

### Divadlo SNP
- A. P. Čechov: Višňový sad
- A. P. Čechov: Strýček Váňa
- Aucassin a Nicoletta
- Alois a Vilém Mrštíkovi: Maryša
- N. V. Gogol: Revizor

### Nová scéna
- Bertold Brecht: Maloměšťákova svatba
- Božena Slančíková-Timrava: Ťapákovci